# 丸建つばさ交通
丸建つばさ交通株式会社は、埼玉県伊奈町大字小室に本社を置き、路線バスや貸切バスなどの運行を手掛けている企業。経営破綻した丸建自動車の受け皿として設立された。

## 概要
「けんちゃんバス」の名前で路線バスを運行していた丸建自動車が、新型コロナウイルス感染症の拡大によるバス需要の減少により、2020年5月19日に民事再生法適用を申請した。丸建自動車はスポンサー候補との間で事業譲渡交渉を開始したが、交渉の過程において民事再生法上必要とされる清算価値を満たす譲渡価格での譲渡契約に至らなかったことから、2020年10月30日に民事再生手続廃止決定ならびに保全管理命令を受けたと同時に、丸建自動車は破産手続へ移行することになった。
丸建自動車は保全管理命令期間中の2020年12月10日に、埼玉県蓮田市に本社を置くつばさ観光バスとの間で、丸建自動車が手掛けている全事業を同年11月につばさ観光バスが設立した丸建つばさ交通へ譲渡する契約を締結した。
関東運輸局は2021年2月12日に、丸建つばさ交通が申請していた事業譲受申請を許可した。丸建つばさ交通は同年2月16日付で、丸建自動車から全事業を譲受した。丸建つばさ交通の本社は埼玉県伊奈町に置かれ、社長はつばさ観光バスの社長が兼務する。「けんちゃんバス」の愛称も維持される。

## 沿革
- 2020年
  - 11月 - 設立。
  - 12月10日 - 丸建自動車との間で事業譲渡契約を締結。
- 2021年
  - 2月12日 - 関東運輸局から事業譲受の許可を受ける。
  - 2月16日 - 丸建自動車から事業を譲受して営業開始。
- 2023年
  - 4月 - 全路線を対象にWAON決済を順次導入[7]。

## 営業所
- 本社営業所 - 埼玉県北足立郡伊奈町大字小室6144-1[1][8]
  - 路線バスの担当営業所。
- 上尾営業所 - 埼玉県上尾市二ツ宮1069
  - 旧：丸建自動車本社営業所。貸切バス・特定輸送・介護タクシーの担当営業所。

## 運行路線

### 一般路線バス
「けんちゃんバス」の名称で上尾市・桶川市・北本市・蓮田市・伊奈町に路線を展開する。

### コミュニティバス
- 上尾市循環バス「ぐるっとくん」：2025年4月1日より担当[9]
  - 大谷循環
  - 原市平塚循環 - 2021年2月の事業譲受から2021年3月31日までも運行を担当していた[10]。
  - 原市瓦葺線

## 廃止・運行休止・終了路線
丸建つばさ交通へ移管後の廃止路線について記す。

### 一般路線バス（休廃止）

#### 廃止路線
- 大宮駅西口循環
  - 与野本町先回り - 2023年1月30日運行終了[11]
  - 大成先回り - 2025年3月31日運行終了[12]
- 白岡中央病院線
  - 東伸団地 - 白岡中央総合病院 - 2024年3月13日運行終了[13]
  - 蓮田駅西口 - 白岡中央総合病院 - 2025年3月31日運行終了[14]
- 上尾駅発着路線
  - 上尾駅東口 - ラウンドワン上尾店 - 伊奈病院線 - 2025年3月31日運行終了[15]

#### 運休
- 上福岡駅 - イオンタウンふじみ野シャトルバス
  - 2020年11月18日より実証実験（無料）[16]、2021年11月1日より有料化[17]。2022年10月1日より運休中。運休期間は「当面の間」としている[18]（運休発表後9月1日 - 9月30日は無料シャトルバスとして運行）[19][20]。
  - 「けんちゃんバス」の名称は使用せず、運賃も「けんちゃんバス」の200円均一に対し180円になっているなどの違いがあった。

## 車両
旧：丸建自動車から62台を譲受した。2024年3月時点の車両数は47台（うち路線24、貸切5、特定14、介護タクシー3。公式ホームページ会社概要による）。
丸建つばさ交通発足後に導入された新車は、つばさ観光バスと共通のカラーリングが施されている。